# Saint-Caprais-de-Bordeaux
Saint-Caprais-de-Bordeaux é uma comuna francesa na região administrativa da Nova Aquitânia, no departamento da Gironda. Estende-se por uma área de 10,27 km². Em 2010 a comuna tinha 3 321 habitantes (densidade: 323,4 hab./km²).